# Richard Blömer
Richard Blömer (* 29. August 1944 in Vechta) ist ein deutscher Politiker der CDU.

## Ausbildung und Beruf
Richard Blömer legte 1967 die Begabtenprüfung ab. An der Pädagogischen Hochschule Köln nahm er im gleichen Jahr ein Studium der Fächer Geschichte/Politik, Deutsch und Sport auf. Dieses beendete er mit dem 1. Staatsexamen für das Lehramt an Grund- und Hauptschulen 1970. 1972 folgte das 2. Staatsexamen. Ab 1971 war er Lehrer. Von 1981 bis 2013 war Blömer pädagogischer Leiter der Heimvolkshochschule Adam-Stegerwald-Haus in Königswinter, der Bildungseinrichtung der Jakob-Kaiser-Stiftung e.V.

## Politik
Richard Blömer ist seit 1969 Mitglied der CDU. Er wurde Ortsvorsitzender der CDU Köln-Lindenthal, danach Vorsitzender des Stadtbezirksverbandes Köln III. Von 1986 bis 1990 war er stellvertretender Vorsitzender und ab 1998 Vorsitzender der CDU Köln. 1999 wurde er Kulturpolitischer Sprecher der CDU-Ratsfraktion Köln. Mitglied des Rates der Stadt Köln war er von 1975 bis 1995 und dort CDU-Fraktionsvorsitzender von 1985 bis 1991. Ab 1990 war Blömer Vorsitzender des Ausschusses für Kunst und Kultur und ab 1999 Bürgermitglied im Kulturausschuss des Rates der Stadt Köln. Im Zuge der Affäre um die geplante Berufung von Christoph Nix als Kulturdezernent der Stadt Köln trat Blömer 2004 von seinem Amt als kulturpolitischer Sprecher der Fraktion zurück. Er war von 1975 bis 1985 Mitglied der Landschaftsversammlung Rheinland und ist seit 1980 dessen Bürgermitglied.
Blömer rückte am 23. November 1994 in den 11. Landtag von Nordrhein-Westfalen nach. Von 1995 bis 2005 war er direkt gewähltes Mitglied des 12. und 13. Landtages.

## Kölner Parteispendenaffäre
Richard Blömer wurde im Zuge der Kölner Parteispendenaffäre durch das Landgericht Köln zu einer einjährigen Freiheitsstrafe auf Bewährung verurteilt. Gegen dieses Urteil ging er in Revision. Der Bundesgerichtshof (BGH) hob das Urteil des Kölner Landgerichts im Revisionsverfahren am 13. April 2011 auf und stellte fest „Die Verurteilung des Angeklagten Blömer hat keinen Bestand. Der Schuldspruch wird von den bisherigen Feststellungen nicht getragen. Die Sache bedarf daher neuer tatrichterlicher Aufklärung“. Am 31. Januar 2012 wurde Blömer von der Neunten Großen Strafkammer des Kölner Landgerichts in zweiter Instanz wegen Verschleierung einer Parteispende zu einer zehnmonatigen Haftstrafe auf Bewährung verurteilt. Zudem muss Blömer die Verfahrenskosten tragen. In diesem Prozess hatte Blömer erstmals ein Teilgeständnis abgelegt: Die Verschleierung der Spende räumte er ein, allerdings nur in Höhe von 12.000 DM. Nach Überzeugung des Gerichts soll Blömer jedoch tatsächlich 67.000 DM gestückelt und im Rechenschaftsbericht falsch deklariert haben. Der 1. Strafsenat des Bundesgerichtshofs in Karlsruhe hat Blömers Revision gegen dieses Urteil im September 2012 als unbegründet verworfen, damit ist das Urteil des Landgerichts Köln rechtskräftig.